# Ion Găvănescu
Ion Găvănescu (cunoscut și ca Găvănescul) (n. 1859, Buzău – d. 1949) a fost unul din creatorii pedagogiei în România, profesor universitar și decan al Facultății de Litere și Filosofie de la Universitatea din Iași (1888-1932) și director al seminarului pedagogic (1899-1932) din același oraș.

## Biografie
A fost licențiat în Litere și Filosofie la Universitatea din București (1883) și, ulterior, în 1887, a obținut titlul de doctor în filosofie la Berlin cu teza intitulată Versuch einer zusammenfassenden Darstellung der pädagogischen Ansichten John Locke (Încercare de prezentare completă a opiniilor pedagogice ale lui John Locke).
Ion Găvănescu a aderat la ideile politice de extremă dreapta fiind un membru marcant al Mișcării legionare, membru fondator al Senatul legionar. A fost deputat al partidului Totul pentru Țară din anul 1937. Sub regimul comunist, Ion Găvănescu a fost arestat și a murit în detenție.

## Distincții
- Ordinul „Coroana României” în gradul de Mare Ofițer (31 mai 1932)[6]

## Lucrări publicate
- Ideile pedagogice ale lui John Locke, Tipografia H. Goldner, Iași, 1899
- Istoria omenirii, curs elementar aprobat de Minister ca manual didactic
- Elemente de psihologie, Iași, 1890 (cu aproximativ douăzeci de reeditări ulterioare); Meditatiile poetului Grigore Alexandrescu, studiu critic, Bucuresti 1919
- Partidele politice, Caracterizare prin ele înșile, Iași,   1905
- Noțiuni de pedagogie și psihologie - pentru școlile de ofițeri, 1921;
- Istoria pedagogiei. Teoriile și instituțiile de educație din timpurile vechi pînă în zilele noastre, în legătură cu istoria culturii, București, 1903,  Noțiuni de pedagogie  generală, București, 1920, Ed. Librăriei și Tipografiei H. Steinberg,  Etica, Iași, 1922;
- Psihologie, Editura Librăriei „Universala” Alcalay & Co., București, 1925
- Din durerile și luptele românilor din Transilvania. Mișcarea de la 1848, Tipografia Națională I.S. Ionescu et M.M. Bogdan, București, 1914
- Dela Kant la Hitler: spre pacea lumii, Institutul de Arte Grafice "Marvan" S. A. R., 1942
- La o răspântie a istoriei naționale, Editura Lumina Moldovei, 1923
- Amintiri. Momente și siluete, Casa Școalelor, București, 1944
- Pedagogia militans. Principii de educație ca forțe active în procesul evoluției social-morale, Iași, 1932.